# Mantry
Mantry är en kommun i departementet Jura i regionen Bourgogne-Franche-Comté i östra Frankrike. Kommunen ligger i kantonen Sellières som tillhör arrondissementet Lons-le-Saunier. År 2022 hade Mantry 472 invånare.

## Befolkningsutveckling
Antalet invånare i kommunen Mantry
Referens:INSEE